# Dau al set
|  | Aquest article tracta sobre la revista. Si cerqueu el grup artístic avantguardista , vegeu «Dau al Set». |

Dau al set va ser una revista catalana d'avantguarda fundada el setembre de 1948 per Joan Josep Tharrats i dirigida per Joan Ponç. Darrere de la revista hi havia el grup artístic Dau al Set. Era la continuació d'una altra revista anomenada Algol publicada pel mateix grup artístic. Pel que fa al format de la revista, tenia 8 pàgines amb un format de 250 x 175 mm. Els textos estaven escrits en català i castellà. La revista es va seguir publicant fins al desembre de 1951. El Museu d'Art Modern de Nova York ha classificat la revista “Dau al set” com una de les vint primeres revistes avantguardistes del segle xx.
El grup artístic Dau al Set va ser un grup avantguardista català format pel poeta Joan Brossa, el filòsof Arnau Puig i els pintors Antoni Tàpies, Joan Ponç, Modest Cuixart i Joan-Josep Tharrats. Inicialment la revista tenia una actitud dadaista i els autors hi van expressar la seva indiferència envers la societat que els envoltava. Amb el temps, va evolucionar cap a una actitud surrealista plàstica o cap a l'existencialisme ideològic. Degut a aquesta varietat i desenvolupament, cap a 1950, la revista va convertir-se en un calaix de sastre on tothom podia seguir la situació del moment i els artistes innovadors del moment podien trobar referències a altres autors estrangers. Els col·laboradors de la revista eren Joan Brossa, Arnau Puig, Juan-Eduardo Cirlot Laporta, Alexandre Cirici i Pellicer, Jean Cocteau, Àngel Ferrant, J. V. Foix, Francis Picabia, Cesáreo Rodríguez-Aguilera Conde, Enrique Sordo i Michel Tapié. La revista també contenia dibuixos de Modest Cuixart, Joan Ponç, Antoni Tàpies i Joan Josep Tharrats.